# 拉图尔迪潘区
拉图尔迪潘区（法語：arrondissement de La Tour-du-Pin）是法国伊泽尔省所辖的一个区。总面积1479平方公里，总人口307743，人口密度199人/平方公里（2018年）。主要城镇为拉图尔迪潘、布尔关雅略和利勒达博。

## 辖区
拉图尔迪潘区辖有136个市镇。